# Brandeis University

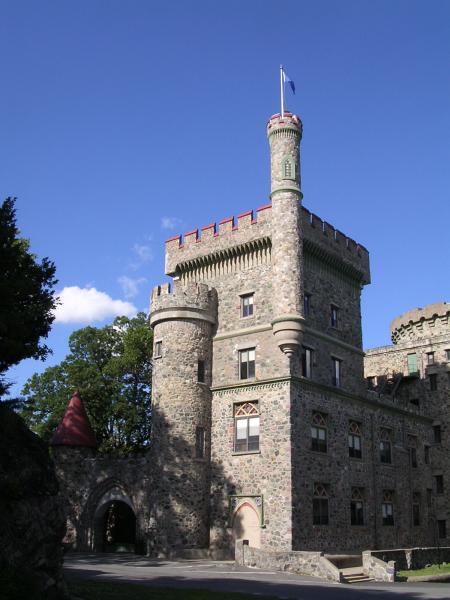
Usen Castle, ett landmärke på universitetets campus.

Brandeis University är ett amerikanskt privatägt forskningsuniversitet med inriktning mot de fria konsterna beläget i staden Waltham i delstaten Massachusetts, inte långt ifrån Boston. Universitetet hade år 2008 sammanlagt omkring 5000 studenter.
Universitetet grundades år 1948 som en religiöst obunden institution öppen för såväl män som kvinnor på den plats där Middlesex University tidigare hade sin verksamhet i Waltham. Namnet på universitetet kommer från juristen Louis Brandeis (1856-1941), den första judiska domaren i USA:s högsta domstol, som var verksam i Boston under en stor del av sitt professionella liv.
Brandeis University är organisatoriskt uppdelat i följande skolor:
- College of Arts and Sciences
- Graduate School of Arts and Sciences
- Brandeis International Business School
- Heller School for Social Policy and Management
- Rabb School of Continuing Studies